# Храм Сайходзи (Сэндай)
Храм Сайходзи (яп. 西方寺) — японский буддийский храмовый комплекс, расположенный в районе Аоба, города Сэндай. Местные жители редко используют официальное название храма — Сайходзи. Обычно используемое название — Храм Дзёги Нёрай, происходящее от главной храмовой ценности — свитка Будды.

## История
Дзёги Нёрай Сайходжи — буддийский храмовый комплекс в Сендае. Главной храмовой ценностью является рукописный свиток Амитабхи, хранящийся в главном храме. Этот свиток называется Дзёги Нёрай. 
Центральная дверь, ведущая к свитку, открывается только пять раз в году. Считается, что Дзёги Нёрай приносит удачу тем, кто регулярно молится о счастье своей семьи, свадьбах, лёгких родах, хорошем здоровье или о профессиональном успехе.
В VIII веке китайский высокопоставленный священник Хоссо-дзэндзи получил свиток с изображением Амитабхи от бодхисаттвы Мондзю и с тех пор он усердно следовал и распространял это учение. Свиток вскоре стал святыней: многие люди стали посещать его, чтобы помолиться Амитабхе.
В XII веке японский военачальник Тайра Сигэмори пожертвовал золото храму Киндзандзи в Китае, в качестве молитвы за Японию и прекращение множественных конфликтов, происходящих в то время. В ответ на его пожертвование Храм Киндзандзи послал ему свиток Будды Амиды. Так Сигэмори после получения святыни начал ежедневно молиться Амитабхе.
Перед смертью он передал свиток Тайре Садаёси, одному из его доверенных приближённых. Он завещал Садаёси молиться Амитабхе за мир в Японии и за весь клан Тайра. 
После того, как род Тайра был побеждён в битве при Данноура в 1185 году, Садаёси последовал воле Сигэмори. Он хранил свиток и молился каждый день. Затем он тайно бежал в Сайходзи и изменил свое имя с Садаёси на Дзёги, с целью скрыться от врагов. Тайра Садаёси скончался в июле 1198 года в возрасте шестьдесяти лет. 
В соответствии с его завещанием, слуги и последователи построили небольшой храм на его могиле и поместили туда свиток Дзёги Нёрай. В 1706 году местный даймё Хаясака Гэмбэй решил, что у храма должен быть священник, чтобы заботиться об этом свитке Будде Амиты, и основал храм Сайходзи в котором сам стал священником.
- Храмовый комплекс Дзёги Нёрай Сайходзи (вид с горы)
- Главный храм
- Пятиярусная пагода

В храме можно попробовать вручную скопировать текст буддийской сутры. Также там подают традиционный японский чай. Для приготовления чая монахами используется природная минеральная вода из горного источника.
Ясураги — так называется место, где подают чай, откуда открывается вид на пятиэтажную пагоду храмового комплекса. 
Можно также написать свои желания на деревянных табличках «эма», которые вывешивают перед храмом для исполнения желаний.
Восемьсот лет назад вещи малолетнего Императора Антоку, погибшего вместе с родом Тайра в заливе Данноура в 1185 году, были захоронены под деревьями на территории храмового комплекса. Через несколько десятилетий деревья соединились и срослись в одно дерево, которое сегодня является одной из важных достопримечательностей Сайходзи.
В целом, храм Сайходзи — уникальный исторический памятник, связанный с родом Тайра, находящийся на северо-востоке страны — очень далеко от их владений.